# De Graafschap
Maillots
Le VBV De Graafschap est un club néerlandais de football basé à Doetinchem.

## Historique
- 1954 : fondation du club sous le nom de BVC de Graafschap Doetinchem
- 1955 : fusion avec le VV Oosseld en VBV de Graafschap Doetinchem

## Palmarès
- Eerste Divisie (deuxième division) :
  - Vainqueur : 1990-1991, 2006-2007, 2009-2010

- Tweede Divisie (troisième division) : 
  - Vainqueur : 1968-1969

## Joueurs et personnalités du club

### Entraîneurs
- IJssennagger (1954-55)
- Huber (1955)
- Poulus (1955-59)
- Engel (1959)
- Jones (1960-62)
- Teunissen (1962-67)
- Zonderland (1967-71)
- van Lingen (1971)
- de Visser (1971-74)
- Teunissen (1974-77)
- Polak (1977)
- Dorjee (1977)
- Ellens (1977-78)
- van de Meent (1978-80)
- Ruijgrok (1980-83)
- Popovics (1983-85)
- van Brussel (1985-87)
- Verbeek (1987-89)
- Stehouwer (1989)
- Zweers (1989)
- Kistemaker (1989-93)
- Versleijen (1993-94)
- Körver (1995)
- van Doorneveld (1995)
- Korbach (1995-98)
- van Doorneveld (1998-99)
- Koolhof (1999)
- Thijssen (1999)
- Morales (1999)
- McDonald (1999-2000)
- Koolhof (2000)
- Marsman (2000-01)
- Koolhof (2001-02)
- Bosz (2002-03)
- Adelaar (2002-03)
- Kruys (2003)
- Ulderink (2005-06)
- de Jonge (2006-08)
- van Stee (2008-09)
- Kalezić (2009-2011)